# Pedro Reszka Moreau
Pedro Reszka Moreau (10 de Junho de 1872 – 6 de Março de 1960) foi um pintor chileno. Venceu o Prémio Nacional de Arte do Chile em 1947.

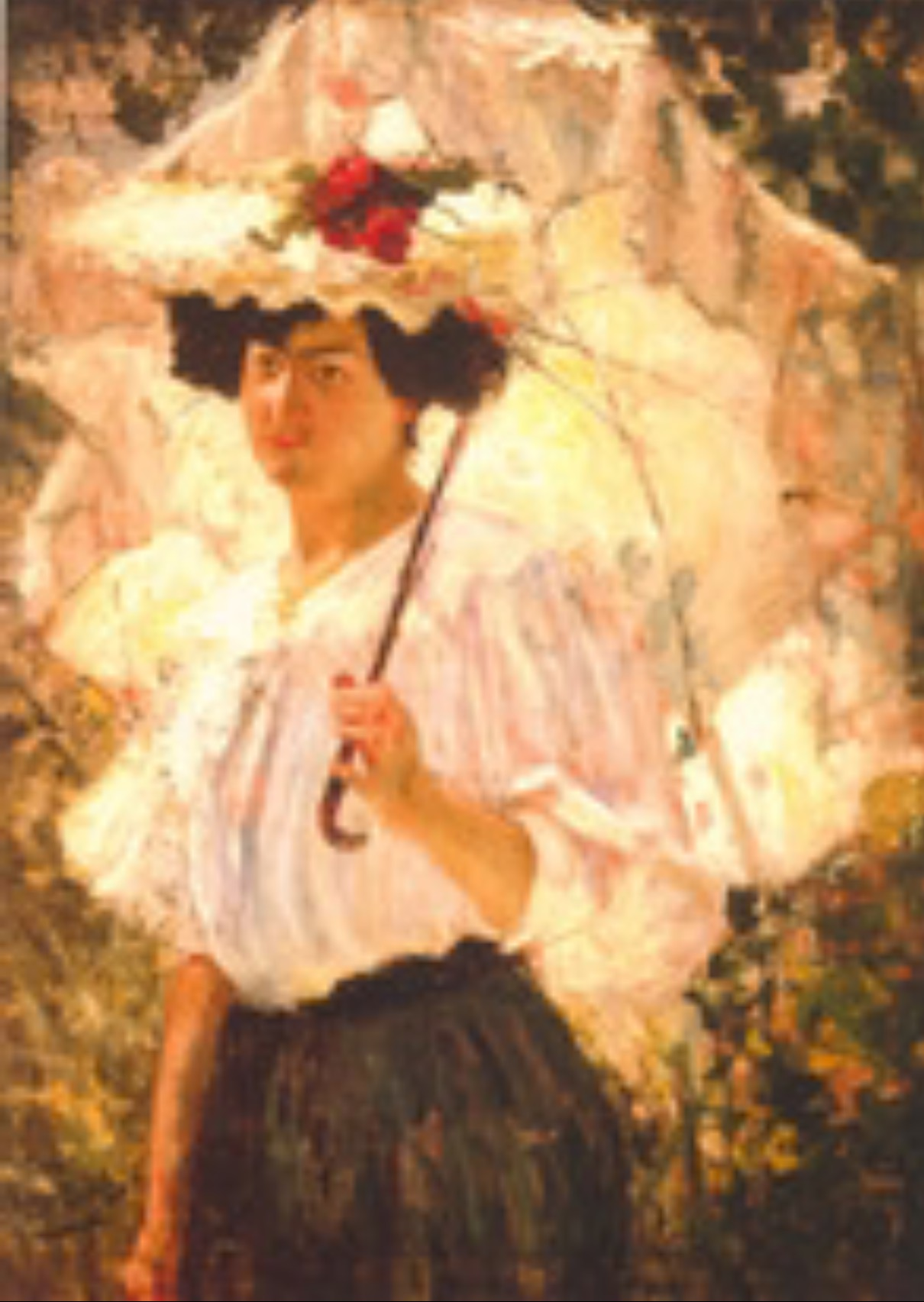
Dama del Quitasol, uma obra de Moreau